# Izumisano
Izumisano (泉佐野市 Izumisano-shi?) es una ciudad situada en la Prefectura de Osaka, Japón. 
En 2018, la comuna tenía una población estimada de 100 966 y una densidad de población de 1820 personas por km². La superficie total es de 55,03 km². La comuna se fundó el 1 de abril de 1948.
Está bordeada por las comunas de Kaizuka al noreste, Tajiri y Sennan al sudoeste, y Kumatori al este.
La comuna contiene la parte norte del Aeropuerto Internacional de Kansai. Peach Aviation tiene su oficina central en el edificio Kensetsu-to (建設棟 'Kensetsu-tō'?) en los terrenos del aeropuerto, en el término de Izumisano.
También contiene el septimo rascacielos más alto de Japón, Rinku Gate Tower, que tiene 256 metros de altura. El campus Rinku de la Universidad de la Prefectura de Osaka también está situado en Izumisano. 
Hineno es una estación de la línea JR situada en Izumisano. Conecta la Prefectura de Wakayama al sur, el Aeropuerto Internacional de Kansai y Tennoji.

## Galería de imágenes

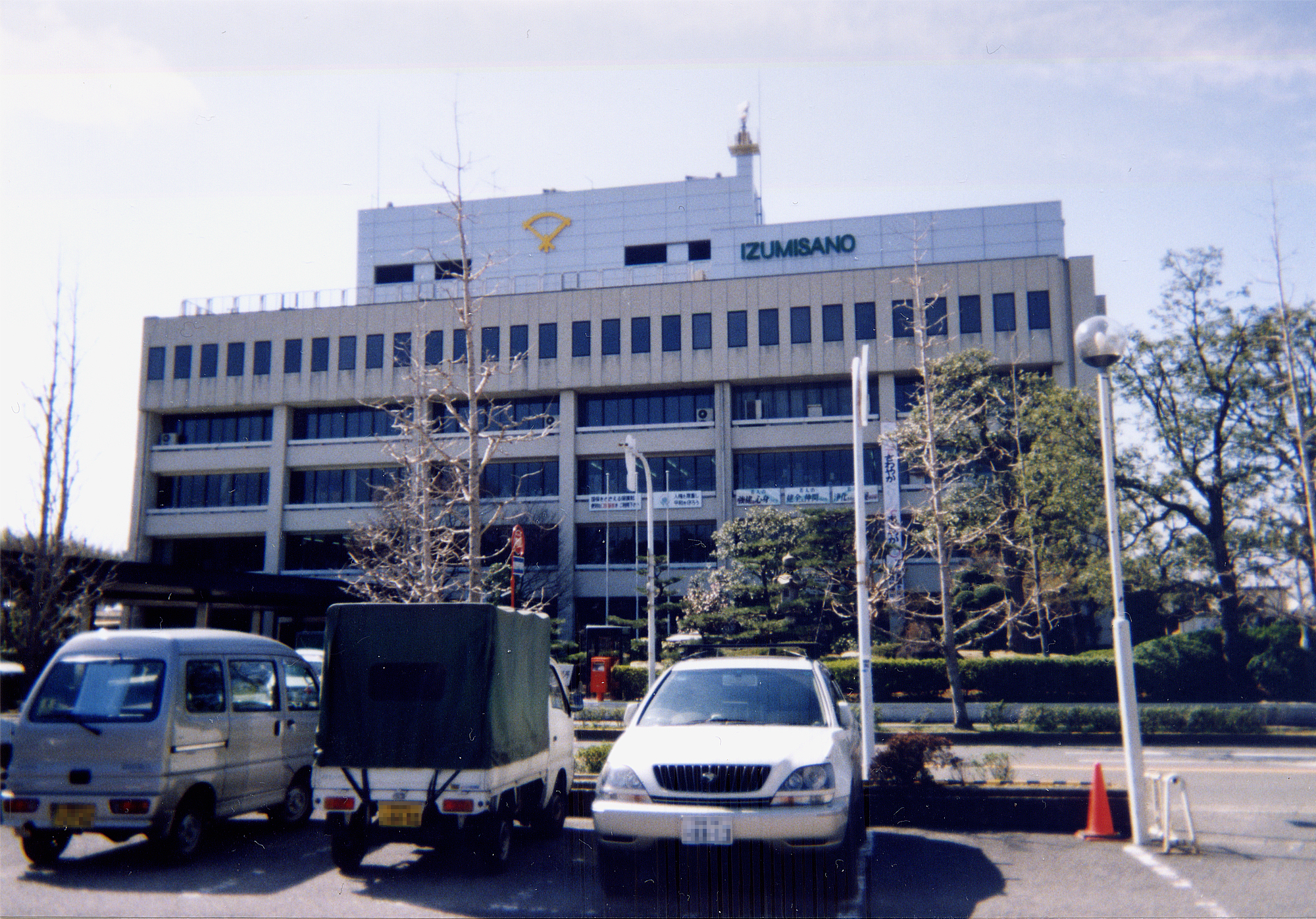
Oficina municipal
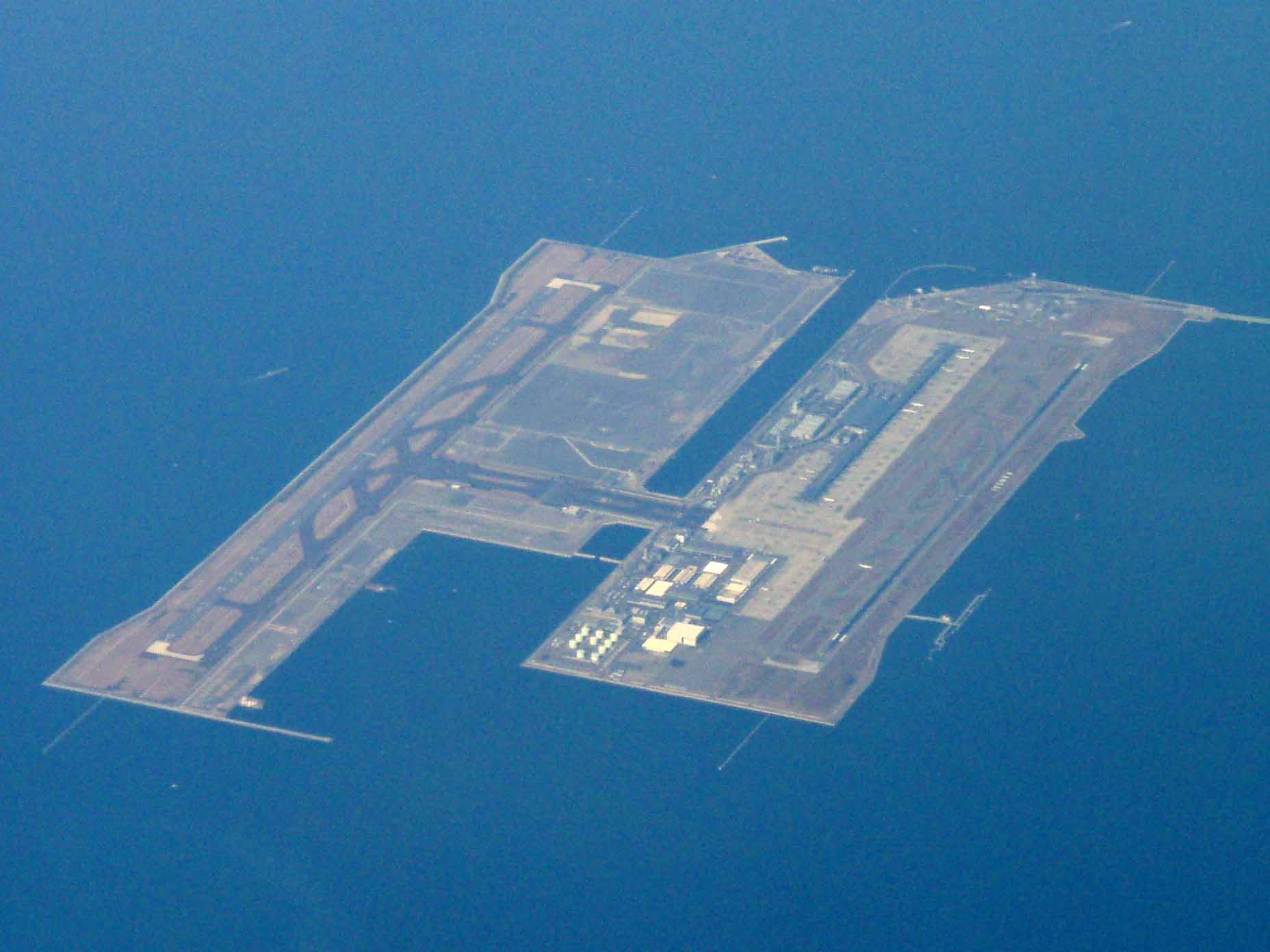
Aeropuerto Internacional de Kansai
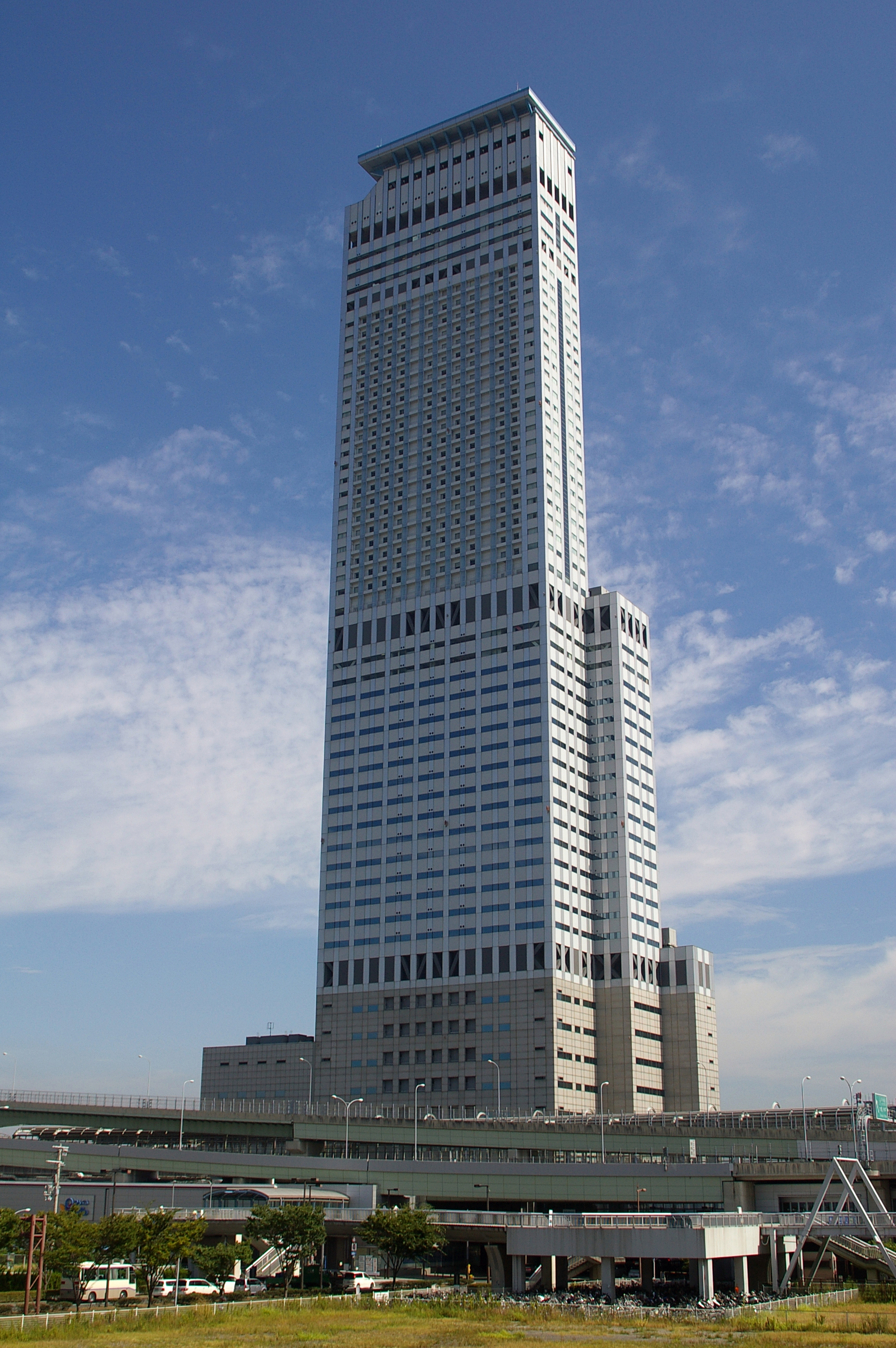
Rinku Gate Tower